# تسنوو
تسنوو (به آلمانی: Tessenow) یک شهر در آلمان است که در لودویگسلوست-پارشیم واقع شده‌است. تسنوو ۷۰۳ نفر جمعیت دارد.